# Pandanus rupestris
Pandanus rupestris är en enhjärtbladig växtart som beskrevs av Benjamin Clemens Masterman Stone. Pandanus rupestris ingår i släktet Pandanus och familjen Pandanaceae. Inga underarter finns listade.